# Бурбон (Індіана)
Бурбон (англ. Bourbon) — місто (англ. town) в США, в окрузі Маршалл штату Індіана. Населення — 1698 осіб (2020).

## Географія
Бурбон розташований за координатами 41°17′52″ пн. ш. 86°7′5″ зх. д. / 41.29778° пн. ш. 86.11806° зх. д. (41.297650, -86.117954).  За даними Бюро перепису населення США в 2010 році місто мало площу 2,58 км², з яких 2,57 км² — суходіл та 0,01 км² — водойми. В 2017 році площа становила 2,99 км², з яких 2,98 км² — суходіл та 0,01 км² — водойми.

## Демографія
Згідно з переписом 2010 року, у місті мешкало 1810 осіб у 678 домогосподарствах у складі 465 родин. Густота населення становила 702 особи/км².  Було 753 помешкання (292/км²).
Расовий склад населення:
| - 96,7 % — білих - 0,6 % — азіатів - 0,3 % — чорних або афроамериканців - 0,1 % — корінних американців - 1,2 % — осіб інших рас |

До двох чи більше рас належало 1,0 %. Частка іспаномовних становила 5,0 % від усіх жителів.
За віковим діапазоном населення розподілялося таким чином: 30,8 % — особи молодші 18 років, 58,3 % — особи у віці 18—64 років, 10,9 % — особи у віці 65 років та старші. Медіана віку мешканця становила 32,7 року. На 100 осіб жіночої статі у місті припадало 94,4 чоловіків;  на 100 жінок у віці від 18 років та старших — 88,3 чоловіків також старших 18 років.
Середній дохід на одне домашнє господарство  становив 46 379 доларів США (медіана — 39 107), а середній дохід на одну сім'ю — 55 766 доларів (медіана — 53 182). Медіана доходів становила 42 232 долари для чоловіків та 29 000 доларів для жінок. За межею бідності перебувало 16,5 % осіб, у тому числі 17,0 % дітей у віці до 18 років та 15,8 % осіб у віці 65 років та старших.
Цивільне працевлаштоване населення становило 773 особи. Основні галузі зайнятості: виробництво — 41,5 %, освіта, охорона здоров'я та соціальна допомога — 22,5 %, роздрібна торгівля — 9,7 %, транспорт — 4,9 %.